# Forum Novum
Forum Novum va ser una antiga ciutat dels sabins segons diu Plini el Vell quan fa un inventari de les ciutats d'aquell poble.
El seu nom el devia agafar dels romans, i no es coneix el de l'antiga vila sabina. Es troba en un lloc anomenat Vescovio (ja no està habitat, però conserva una antiga església), a unes 3 milles a l'Oest d'Aspra (Casperia) i 12 al nord-oest. de Correse (Cures), i a prop de Torri in Sabina, a la província de Rieti. A Vescovio s'han trobat importants ruïnes que s'identifiquen clarament com les restes del Forum Novum per les inscripcions que s'han trobat. Durant el regnat de Gordià va ser un municipium i posteriorment va acollir la seu d'un bisbe. Més tard, quan Cures va entrar en decadència, sembla que va ser la seu metropolitana dels sabins, i es coneixia com Il Vescovio di Sabina (el bisbat de Sabina). L'antiga església d'aquell lloc encara porta el títol d'Ecclesia Cathedralis Sabinorum.
Probablement se li va donar el nom de Forum Novum amb el propòsit de distingir-lo de Forum Decii, que Plini el Vell també situa en territori de la Sabínia.